# Mirador Cabo Corrientes
El Mirador Cabo Corrientes es un complejo de viviendas ubicado frente al Cabo Corrientes, cercano a la Playa Varese, en la ciudad de Mar de Plata, provincia de Buenos Aires, Argentina. Por su particular distribución de cuerpos frente al mar, se lo ha llamado Cuatro dedos.

## Historia
Frente al afloramiento rocoso de Cabo Corrientes en la costa marplatense, se encontraba hasta fines de la década de 1960 un gran terreno de planta irregular y marcada pendiente, con 9347 m² de superficie. Éste fue adquirido por el exitoso empresario de la construcción Domingo Fiorentini, que proyectó allí un mega complejo de viviendas de veraneo con privilegiadas vistas de la ciudad, el acantilado y el mar.
Para aprovechar al máximo el frente convexo al océano con el cual contaba el terreno, la arquitecta Débora Iaroslavschi ideó cuatro volúmenes de 16 pisos dispuestos de manera radial, y unidos en un extremo por un sector de forma semicircular. Di Veroli realizó el proyecto y dirigió las obras a cargo de la constructora de Fiorentini, quien además se hizo cargo de la venta y administración de los departamentos. Este diseño permitió la construcción e inauguración del Mirador en etapas.
A lo largo de su historia, las fachadas del edificio ostentaron distintos diseños en su pintura: en algún momento se trató de franjas horizontales intercaladas de colores blanco y beige, en otro fueron fachadas completamente blancas. En 2004, la fachada del edificio fue pintada con un diseño escalonado en colores azul y blanco, siguiendo así la pendiente del Cabo Corrientes, así como lo hace el frente de otro edificio marplatense con estructura en terrazas, el Terraza Palace.

## Descripción

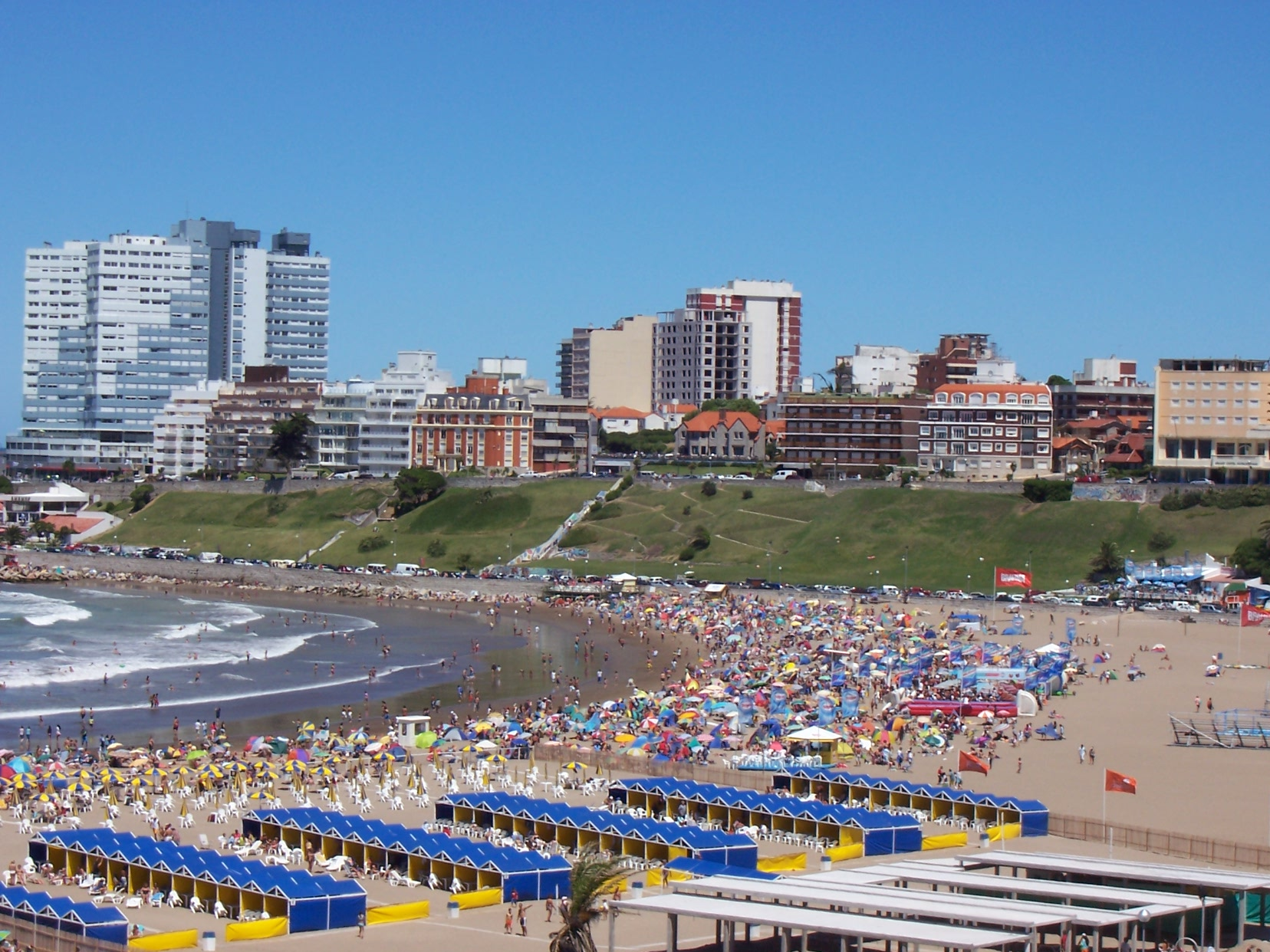
El edificio se destaca en el extremo de Playa Varese

El conjunto ocupa sólo el 24% del terreno, dejando el resto libre para jardines y parque. En 3 subsuelos se ubicaron los niveles de cocheras, de manera que la planta baja contara con libre acceso. En ella se dispusieron dos galerías comerciales, la recepción y oficina de administración, la pileta de natación, una guardería y sectores de entretenimiento. Del lado de la costa, y aprovechando la pendiente del terreno, dos grandes locales comerciales funcionan usualmente como discoteca y confitería. 
En la esquina de las calles Falucho y Aristóbulo del Valle, una pequeña rotonda de acceso vehicular encierra una fuente y permite la llegada a una plaza de uso privado con escalinatas, adonde una placa de bronce homenajea al constructor Fiorentini. Desde este espacio de uso común, se da acceso tanto a las galerías comerciales como a los cuatro bloques de departamentos. El Mirador Cabo Corrientes cuenta con unidades de 2 dormitorios, sala de estar y sector de servicios (el 50% de las viviendas) y de 3 dormitorios (25%) y 4 dormitorios (4%).

## 2012 - El Mirador en su 40.º Aniversario
En 2012 el Edificio Mirador Cabo Corrientes cumple su 40.º Aniversario. Durante 2011 el Consejo de Administración y la Administración, con el acuerdo de los propietarios, han efectuado obras de modernización y puesta en valor del edificio. Hoy el Mirador Cabo Corrientes se presenta como uno de los edificio de mayor seguridad en todos los aspectos que a esta atañen. Se destacan: nuevos ascensores (12 en total) de última generación; sistema de video-vigilancia las 24hs; aumento del número de personal afectado a la tarea de custodia; reciclado de los espacios comunes; nuevo sistema de iluminación ecológica por medio de lámparas LED; nueva Baliza de Alta Densidad aprobada según Anexo 14 de la Organización de Aviación Civil Internacional (OACI)y certificada por la Federal Communications Commission (FCC - USA), Federal Aviation Administration (FAA - USA), CTB 2003 FAA (Fuerza Aérea Argentina), Cabe señalar que esta baliza de seguridad en la terraza del Mirador es del tipo "Flash" con una potencia lumínica de 20.000 candelas.; Entre otras cosas también debemos mencionar que se han remozado la gran piscina, el gimnasio; la galería comercial y el sector de acceso a las torres con una cuidada parquización y acorde señalamiento vehicular. 
En el año del 40.º Aniversario del Mirador Cabo Corrientes, el Consejo de Administración y la Administración han dispuesto la creación de un nuevo portal de Internet bajo el dominio exclusivo CABOCORRIENTES.ORG http://www.cabocorrientes.org y la interrelación entre habitantes del edificio y el mundo a través de la red social Facebook (www.facebook.com/cabo.corrientes.mardelplata). El Mirador Cabo Corrientes es el primer edificio marplatense que cuenta con su propio Departamento de Prensa - prensa@cabocorrientes.org- creado para mantener informados sobre asuntos internos y públicos.